# 第十七届音乐风云榜年度盛典
第十七届音乐风云榜年度盛典于2017年4月9日晚在深圳湾体育中心举行，为停办前的最后一届，由谢楠、大左、李川、方龄主持，主题为“2017青春无敌”，乐视视频独家直播。

## 得奖名单
| 奖项                   | 得奖                         | 颁奖嘉宾     |
| ---------------------- | ---------------------------- | ------------ |
| 年度最佳全能艺人       | 黄子韬                       | 张信哲       |
| 年度最佳男歌手         | 魏晨                         | 张信哲       |
| 年度最佳女歌手         | 尚雯婕                       | 张信哲       |
| 最具影响力飞跃大奖     | 张信哲                       | 于湉、郭姝彤 |
| 最受关注品质歌手       | 杜丽莎                       | 易安音乐社   |
| 媒体推荐唱作人         | 袁娅维                       | 饶雪漫       |
| 最受关注潜力偶像       | 欧阳娜娜                     | 饶雪漫       |
| 年度最佳电影歌曲       | 周深《大鱼》                 | 李伟菘       |
| 年度最佳跨界偶像       | 陈翔                         | 李伟菘       |
| 最受关注组合           | SNH48                        | 尚雯婕       |
| 最受关注海外艺人       | 迪玛希                       | 尚雯婕       |
| 偶像新势力             | 王一博、程潇、郭姝彤、熊梓淇 | 刘同         |
| 媒体推荐网络偶像       | 孔垂楠                       | 刘同         |
| 最受关注原创歌手       | 许嵩                         | 包小柏       |
| 原创新势力             | 于湉、Mr. Miss               | 包小柏       |
| 年度最佳摇滚歌手及乐队 | 草东没有派对                 | 窦鹏         |
| 年度最佳民谣歌手及乐队 | 马頔                         | 窦鹏         |

## 表演环节
- SNH48-7SENSES《7Senses（第七感）》
- 许嵩《奇谈》
- 袁娅维《流花》
- 王一博、程潇《花young舞蹈秀》
- YHBOYS《阳光小鬼头》
- 陈翔《伯爵》
- 迪玛希、欧阳娜娜《难忘的一天》
- Mr. Miss《我就要和你在一起》《致青春》《不说再见》《全世界谁倾听你》
- 尚雯婕《自由与勇敢》
- 周深《大鱼》
- 魏晨《白日梦想家》
- 杜丽莎《真的爱你》
- 易安音乐社《Chitty Bang Bang Bang》
- 刺客先生组合《英雄》
- 张信哲《好好爱个女孩》
- SNH48《公主披风》
- 黄子韬《Hello,Hello》《Black White(AB)》